# 丸の内御三家

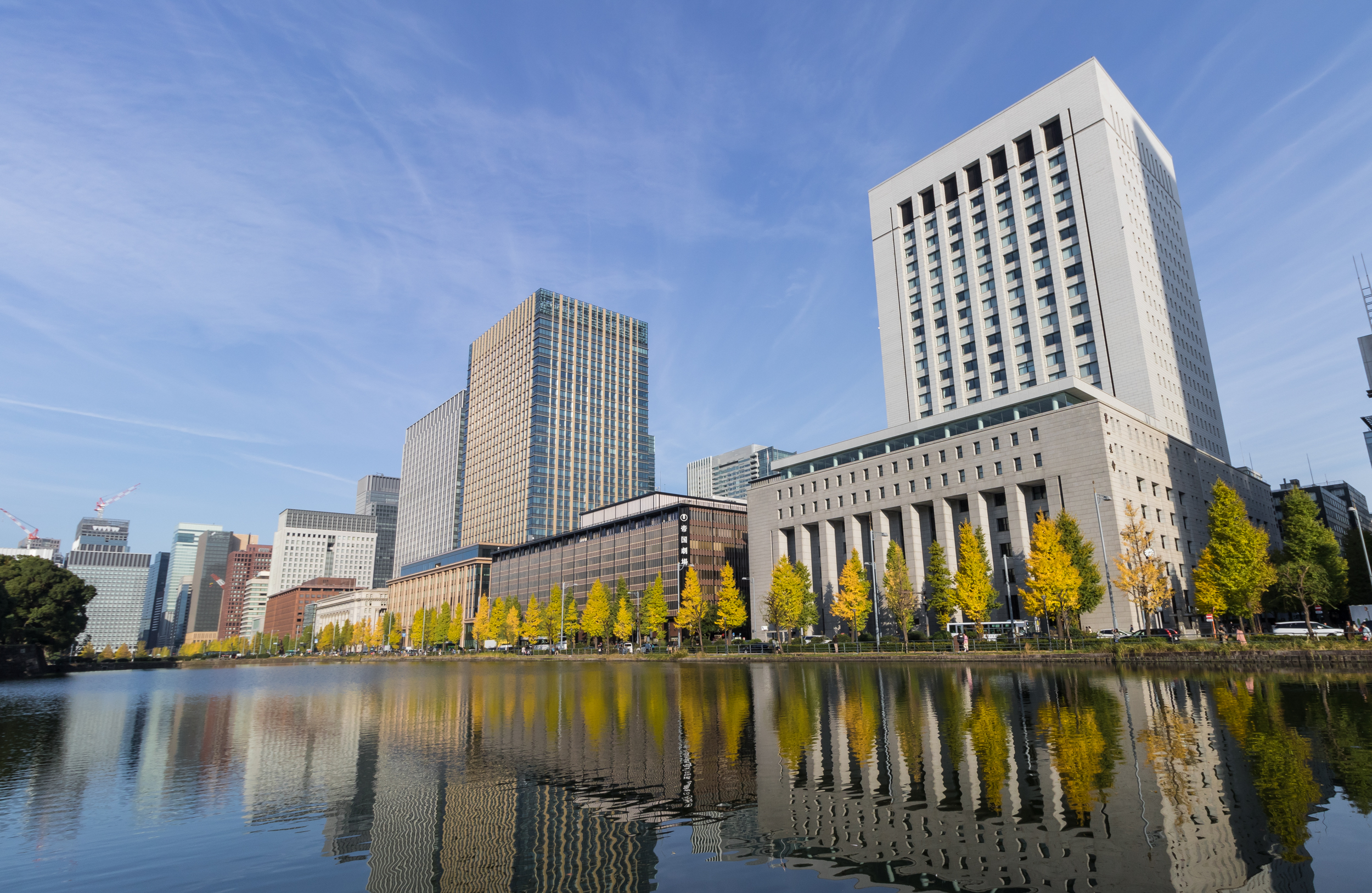
東京都千代田区丸の内のビル群。丸の内御三家とはこの地名に由来する。

丸の内御三家（まるのうちごさんけ）は、Jリーグ開始以前の日本サッカー界において、日本サッカー協会 (JFA) および日本サッカーリーグ (JSL) の意思決定に強い影響力を持っていた下記の3社（御三家）で構成される協会内派閥、あるいは3社の出身者を指す俗称である。いずれも東京都千代田区の丸の内に本社を構えていたことに由来する。
- 古河電気工業サッカー部（ジェフユナイテッド市原・千葉の前身）
- 三菱重工業サッカー部（後の三菱自工サッカー部、浦和レッドダイヤモンズの前身）
- 日立製作所本社サッカー部（柏レイソルの前身）

## 歴史

### 御三家の台頭
1964年秋の東京五輪終了後、国内では日本代表コーチを務めていたデットマール・クラマーの提言を受け、トップレベルの全国リーグ設立に向けた動きが始まった。11月26日、28日にかけてJFAの理事長を務める竹腰重丸の下に協会・大学・企業の関係者が集まりリーグ設立の是非を問う会合が行われたが、JFAは終始及び腰だったとされる。この後、クラマーの教え子にあたる長沼健や平木隆三、態度を鮮明にしないJFAに代わって主導的役割を果たし、企業側のまとめ役となったのが古河出身の西村章一だった。
関東では日本鋼管、三共、関西では田辺製薬、日本ダンロップ、湯浅電池などの有力企業が参加に難色を示す中、古河電工、三菱重工、日立製作所の関係者が集まり3チームだけでも全国リーグ設立に踏み切ることで合意。3チームの本社が東京・丸の内にあったことから「丸の内御三家」と称される由来となった。同年12月25日に行われた設立準備委員会では御三家に加えて中国地方の東洋工業、九州地方の八幡製鉄の関係者が集まり、全国リーグの骨格が定まった。
翌1965年、国内のアマチュアスポーツ界として初の全国リーグとなる日本サッカーリーグ (JSL) を創設。初代総務主事を西村（古河）、常任委員を耳野篤広（日立）、本間良定（三菱）、西本八寿雄（古河）、重松良典（東洋工業）が務め、これに古河出身の長沼、平木らが選手兼任の形で初期のリーグ運営にあたった。同リーグはJFAの組織下に置かれたが、実質的に独立組織として運営され、協会内および日本サッカー界の新興勢力となった。

### 1976年の政変

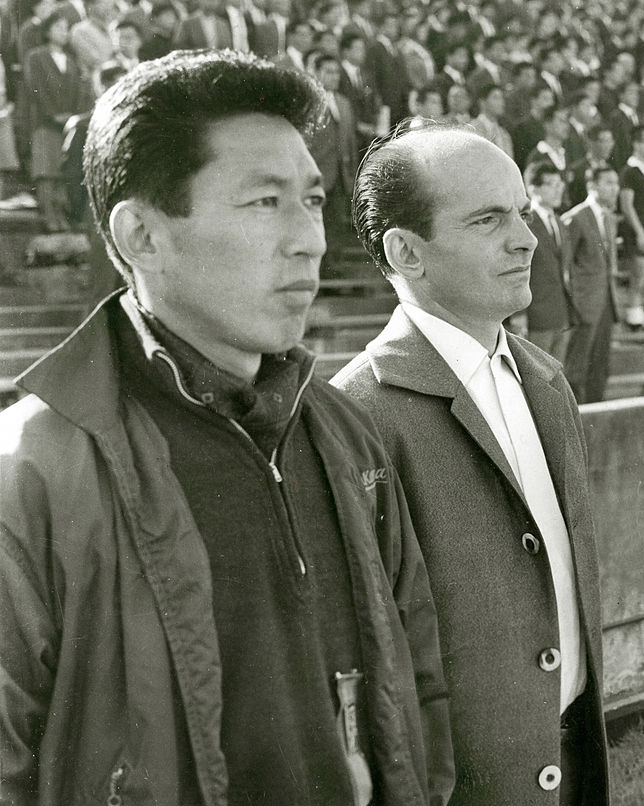
長沼健（左）とデットマール・クラマー（右）。長沼は1976年の政変において中心的役割を担った。

第二次世界大戦後から1960年代頃のJFAは、東京大学OBで会長を務める野津謙と理事長を務める竹腰を中心に据え、中央大学OBで常務理事を務める小野卓爾が実務を取り仕切り、大学サッカー界のOBが協会内の主要役員を務めていた。小野は実務能力に優れる反面、協会内の業務を一手に担っていたことから独断専行の側面もあった。一方、企業チーム出身者の多くは前述の大学OB達とは先輩後輩の間柄にあったものの、企業を代表する立場を採っていたことから両者の利害は一致することはなく、JSL初代総務主事の西村や第2代総務主事の重松は協会首脳陣に対して批判的立場を採っていた。
こうした経緯から1970年代に入るとJSL側から協会内改革を推し進めようとする動きが活発化した。なお、改革の必要性を説いたのは、元代表コーチのクラマーだった。1974年にJFAが法人化した際、三菱化成工業社長でJFA副会長を務めていた篠島秀雄を新会長に擁立する構想が浮上したが、篠島の急逝により頓挫。旧勢力は体制を維持し続けたが、1976年4月6日に行われたJFA評議員会において野津・竹腰・小野の退陣が決定。新日鉄社長の平井富三郎を新会長に迎え、古河出身の長沼が専務理事に就任するなど主要役員の若返りが図られた。この役員改選については長沼や平木らの改革派が、日本代表の成績不振や、8000万円（当時）にのぼるJFAの赤字財政など旧勢力の失態を突き、退陣を迫ったものとされ、「改革派によるクーデター」とも評される。ただし、1974年の野津会長らの留任は中立の立場をとる常務理事の藤田静夫による妥協策であり、旧勢力の退陣は既定路線だったとも指摘されている。
この後、JFAは企業チーム出身者が実権を握ることとなり、会長の平井と専務理事の長沼の下でJFAは慢性的な赤字財政からの脱却が図られ、後の財政基盤を確固たるものとした。一方で長沼以下、メキシコ五輪当時の指導者や選手が協会内の役職に就き影響力を行使するに至った点から「メキシコ組」「メキシコ五輪銅メダル組」「メキシコ体制」とも称された。

### 第2世代との対立
アマチュア時代のJFAは財源も少なく、JSLに所属する各企業の力で支えられ、出向者や学閥の縁故により運営される身内的組織だった。その中でも古河、三菱、日立の3社は協会内に人材を派遣し、派遣期間はその給与を企業側が支払い続けるという形で財的にも人的にもJFAを支援した。こうした経緯から協会内部での3社や3社の出身者からなる派閥の影響力は強まっていった。
協会関係者の多くは古河、三菱、日立、新日鉄出身のサラリーマンであることから、プロフェッショナルという価値観に対する偏見や反感が根強く、1970年代末に台頭をはじめた読売サッカークラブや日産自動車サッカー部といったプロ化志向のチーム出身者への冷遇となって現れた。かつてJSLが創設された際には御三家が主導的な役割を果たしたものの、後のプロ化への流れの中ではアマチュアリズムを堅持しようとする保守勢力と化した。
なお、木之本興三の証言によれば、読売クラブの実力や「契約選手」と称される非公式な雇用形態が無視できないものとなっていた1980年代初頭、アマチュアリズムおよび反読売の急先鋒となっていたのが日立出身の高橋英辰だったといわれる。
また、1990年代初頭までの日本代表の監督人事は御三家の意向が反映されていたといわれる。代表監督は3社の出身者や縁故者でほぼ固められており、1980年代後半には日産自動車の監督を務めていた加茂周の日本代表監督への起用が検討された際には、日産出身であったことが障壁となり見送られた。その一方で三菱出身の横山謙三のように、1990 FIFAワールドカップ予選で惨敗を喫するなど成績が低迷しファンからも選手からも能力に疑問を呈され、批判を受けながらも、御三家出身者ということでその座を安堵された者もいた。ただし、上記の様な財政状況から有能な指導者を直接雇用することが困難であったことや、指導者としての能力を問う以前に派遣元となる企業側の事情が最優先されていたためという指摘もある。
こうした姿勢から旧態依然と批判を受け、御三家の本元となる各サッカー部が1980年代に入った後も日本人アマチュア選手による純血主義を貫き、プロ志向の読売や日産などに比して魅力を失っていた点からも、サッカー界における指導的立場を失うものと考えられた。一方、1980年代後半に入ると御三家の中でも革新的な意見を持つ古河出身の木之本や三菱出身の森健兒らが中心となったプロサッカーリーグ設立構想が浮上し、古河出身の川淵三郎を初代チェアマンとしたJリーグの設立へと繋がった。

### 1990年代以降
Jリーグの設立後も、それまで国内のプロ化を推進する存在だった読売クラブおよび後身団体のヴェルディ川崎との間の軋轢は残されたままとなった。双方は1990年代を通じて、放映権問題、本拠地問題、チーム呼称問題、ネルシーニョの日本代表監督就任問題、などの是非を巡って対立を続けた。
1993年のJリーグ開始と前後して日本サッカー界がメディアの注目を集めるようになった時期から御三家にも変化が生じるようになり、オランダ人のハンス・オフト、ブラジル人のパウロ・ロベルト・ファルカン、御三家外の加茂周が登用されるなど、かつての影響力は低下しているとも評される。その一方で、1999年に日本代表監督のフィリップ・トルシエの解任騒動が浮上した際には、御三家の内の古河電工および早稲田大学出身者が解任派、三菱重工および慶應義塾大学出身者が続投派に分裂し、水面下で駆け引きが行われたとの見方がなされた。JFA内部では1990年代以降も古河や三菱の出身者が要職を占めるケースが多く、会長は川淵三郎（古河電工）、犬飼基昭（三菱重工）、小倉純二（古河電工）、大仁邦彌（三菱重工）、田嶋幸三（古河電工）と、2010年代に入った後も両社の出身者が続いていた。
また元読売出身者では小見幸隆を皮切りに菊原志郎、冨樫剛一、楠瀬直木らがJFA入りし、育成年代の代表チームなどで指導をしている。一方、タブロイド紙のアサ芸＋によると、2020年代においても「丸の内御三家」、早稲田大学、広島県出身者とそれ以外の出身者との間には依然として隔たりがあるとし、元読売の松木安太郎らの言葉を引用して「自身が登用されない理由」「これら主流派に入らないと出世できない」とした。